# بليك روس
بليك آرون روس (بالإنجليزية: Blake Ross) : (ولد في 12 يوليو 1985) هو مطور برمجيات أمريكي، عرف بمساهمته في تطوير متصفح الويب موزيلا، بالأخص مشروع موزيلا فيرفكس الذي بدأه مع ديف هايت بالإضافة لمشروع Spread Firefox مع أسا دوتزلر أثناء عمله كمقاول في مؤسسة موزيلا. في عام 2005 ترشح روس لجائزة مجلة Wired أمام كل من لاري بايج وسيرجي برين وجون ستيوارت كما أنه أدرج ضمن ال Hot List لمجلة رولينغ ستون لعام 2005.

## حياته

أصبح بليك روس أحد المشاهير في أوائل عام 2005 حيث كانت الصحافة مهتمة حينها بالشخصيات وراء فيرفكس خاصة بعد نجاح الإصدار 1.0، وظهر روس على غلاف عدد شهر فبراير لمجلة Wired كجزء من تغطيتها لقصة تطوير برنامج فيرفكس.

ولد روس في ميامي بفلوريدا. وأنشأ موقعه الشخصي الأول وهو في العاشرة من عمره. وبدأ يمارس البرمجة وهو لا يزال في المدرسة الإعدادية ثم بدأ يساهم في متصفح نتسكيب في وقت قريب جداً بعد أن أصبح مفتوح المصدر.ثم بدأ روس العمل مؤقتاً في شركة نتسكيب للاتصالات وهو في الخامسة عشر من عمره أثناء ارتياده لمدرسة جاليفر الثانوية والتي تخرج منها عام 2003. في خلال العام نفسه التحق روس لاحقاً بجامعة ستانفورد والتي غاب عنها لفترة مفتوحة للتفرغ لعمله. وهو يقيم حالياً في ماونتن فيو بكاليفورنيا.

## فيرفكس
على الأرجح اكتسب روس شهرته لكونه العضو المؤسس لمشروع موزيلا فيرفكس بالمشاركة مع ديف هايت. أثناء عمله التدريبي في نتسكيب، خاب ظن بليك روس من المتصفح الذي كان يعمل عليه والمسار الذي منحته إياه شركة America Online والتي قامت بشراء نتسكيب مؤخراً. حينها تخيل كل من روس وهايت متصفح أصغر وسهل الاستخدام قد يحظى بقبول ورواج جماهيري ومن هنا ولد متصفح فيرفكس. لقد حاز المشروع المفتوح المصدر بالشعبية والزخم المطلوبين، وفي عام 2003 كانت كل موارد موزيلا قد كُرست لمشروعي فيرفكس وثندربرد.
تم إصدار فيرفكسنوفمبر 2004 حيث كان روس في التاسعة عشر من عمره وسرعان ما انتزع فيرفكس حصته من السوق (في المقام الأول من متصفح إنترنت إكسبلورر) بواقع 100 مليون تنزيل للبرنامج في أقل من عام.

## أعمال أخرى
يقضي روس معظم أوقاته الآن في العمل على مشروعه الجديد مع أحد موظفي نتسكيب القدامى وهو جو هيويت (مبتكر إضافة Firebug). ما فتئ روس وهيويت العمل على ابتكار تطبيق Parakey وهو عبارة عن واجهة مستخدم جديدة صُممت لردم الهوة بين سطح المكتب وبين الويب. وقد أفصح روس عن الكثير من التفاصيل التقنية عن هذا البرنامج وشركته الجديدة على غلاف مجلة IEEE Spectrum في نوفمبر 2006.
في 20 يوليو 2007 أفادت هيئة الإذاعة البريطانية BBC بأن Facebook قد قامت بشراء باراكي.
كما أن روس هو مؤلف كتاب (Firefox For Dummies) والذي نشر في 11 يناير 2006.